# Акротири и Декелия
Акроти́ри и Деке́лия (англ. Sovereign Base Areas of Akrotiri and Dhekelia, греч. Περιοχές Κυρίαρχων Βάσεων Ακρωτηρίου και Δεκέλειας, тур. Akrotiri ve Dikelya Egemen Üs Bölgeleri) — две британские военные базы на острове Кипр. Образуют заморскую территорию Великобритании, то есть находятся под её суверенитетом, но не входят в её состав.

## География

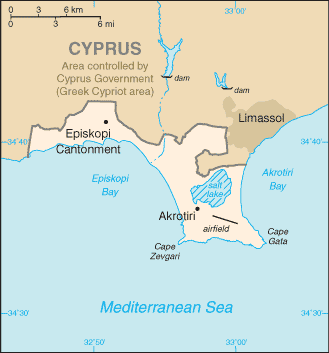
Карта Акротири

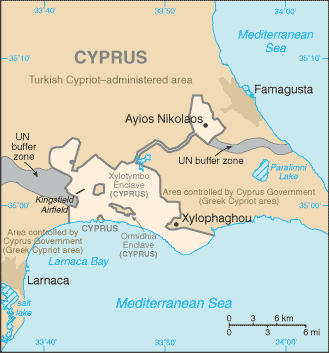
Карта Декелии

Союзный флаг, используемый в Акротири-Декелия для официальных целей

Флаг Британского Кипра

База Акротири (греч. Ακρωτήρι, тур. Agrotur; включая гарнизон Эпископи) расположена на юге Кипра, недалеко от города Лимасол. Декелия (греч. Δεκέλεια, тур. Dikelya) — на юго-востоке острова, около Ларнаки.
Акротири и Декелия занимают около 3 % площади острова Кипр. 60 % земли являются собственностью граждан Кипра или подданных Великобритании, а 40 % принадлежит Министерству обороны Британской Короны.
Территория Акротири окружена греческим Кипром, а Декелия граничит как с Турецкой Республикой Северного Кипра, так и с буферной зоной ООН, разделяющей турецкую и греческую части острова, а также с территорией, находящейся под контролем турок-киприотов.
На территории Декелии также расположены два анклава Республики Кипр — деревни Ксилотимву и Ормидия.
Координаты Акротири: 34°35′ с. ш. 32°59′ в. д.. Координаты Декелии: 35°01′ с. ш. 33°46′ в. д..
На территории Акротири находится крупнейший водоём Кипра — соляное озеро Лимасол.

## История
В 1960 году британская колония Кипр получила независимость, но Великобритания оставила за собой два эксклава на территории острова под размещение своих военных баз. Статус баз определён подписанными в 1959 году цюрихскими и лондонскими соглашениями между Великобританией, Грецией и Турцией, под которыми стоят также подписи лидеров греческой и турецкой общин Кипра архиепископа Макариоса III и Фазыла Кючюка. Кроме того, в 1960 году между Республикой Кипр и Великобританией заключено соглашение о пользовании базами. Важность этих эксклавов для Великобритании обусловлена стратегическим положением Кипра в восточной части Средиземноморья, близостью к Суэцкому каналу и Ближнему Востоку.
В 1974 году, опасаясь присоединения Кипра к Греции, на острове высадились турецкие войска под предлогом «защиты турецкого населения». В результате на острове образовалась Турецкая Республика Северного Кипра.

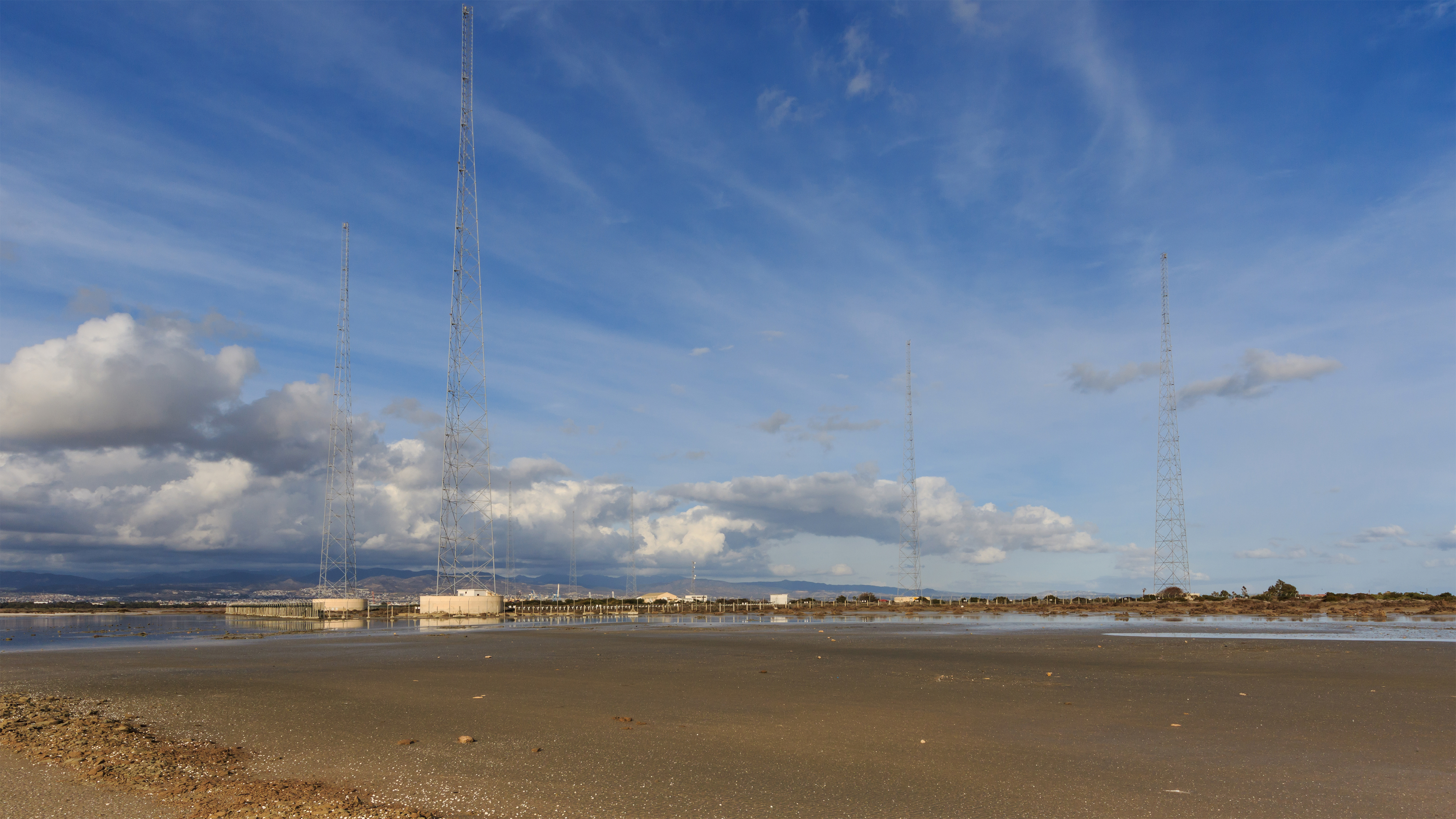
Радиомачты BBC World Service в Акротири

Республика Кипр требует возвращения Акротири и Декелии, ссылаясь на то, что эти базы занимают большую территорию, которая может быть использована для развития. Правительство Великобритании оказывало финансовую поддержку Республике Кипр в течение четырёх лет после предоставления Кипру независимости в 1960 году, однако после межобщинного конфликта 1963—1964 годов она прекратилась под предлогом отсутствия гарантий справедливого распределения средств между обеими общинами. Кипрское правительство по-прежнему требует выплат за период с 1964 года по настоящее время, хотя не предпринимает действий на международно-правовом уровне. Оценки задолженности варьируются от нескольких сотен тысяч до более чем одного миллиарда евро. Великобритания не намерена уступать базы, однако она предложила передать Кипру примерно треть территории баз в рамках плана Аннана по объединению Кипра.
В июле 2001 года местные киприоты провели протесты против сооружения радиомачт на базах. Киприоты разгромили некоторые военные коммуникации. Протестующие считали, что эти мачты угрожают окружающей среде и вызывают рак у местных жителей. Британское правительство отвергло эти обвинения.
Избрание коммуниста Димитриса Христофиаса президентом Кипра в феврале 2008 года вызвало беспокойство в Великобритании. Христофиас обязался избавиться от всех иностранных вооружённых сил на острове, как часть будущего урегулирования спора на Кипре, объявив британское присутствие на острове «кровавым колониальным». В 2013 году Христофиаса на посту президента сменил сторонник вступления Кипра в НАТО Никос Анастасиадис.

## Политика
Базы управляются Администратором, назначаемым британским монархом от Министерства обороны. Администратор имеет всю исполнительную и законодательную власть на территориях. Никаких выборов администратора среди населения не проводится, хотя британские граждане имеют право участвовать во всеобщих выборах в Великобритании (как военные или заграничные избиратели).
Греки-киприоты, в свою очередь, участвуют в выборах в Республике Кипр.

## Население
При организации баз были выбраны малонаселённые территории. В 2004 году в Акротири и Декелии проживало около 14,5 тыс. человек, из них около 7 тыс. местных греков-киприотов и 7,5 тыс. британских граждан — военные и члены их семей. Греки-киприоты работают на военных базах или занимаются сельским хозяйством вне границ баз. Проживая на заморской территории Великобритании, они не имеют британского гражданства, многие из них имеют паспорта Республики Кипр.